# Museo del merletto (Rapallo)
Il museo del merletto è un sito museale di Rapallo, nella città metropolitana di Genova. Sito all'interno del parco comunale "Luigi Casale", le sedi espositive sono ospitate ai piani inferiori di villa Tigullio, quest'ultima di proprietà comunale e già sede della locale biblioteca civica internazionale.

## La sede

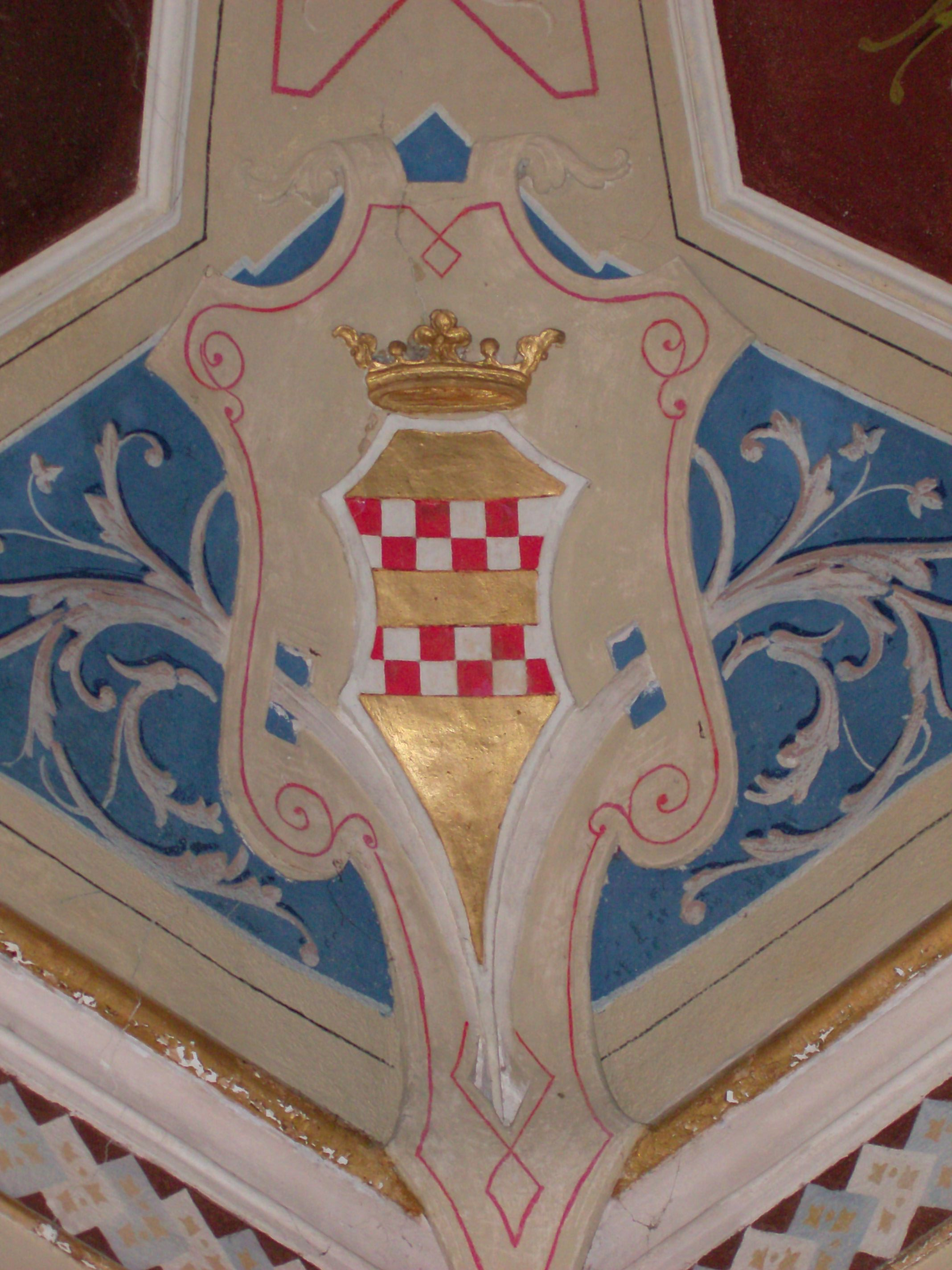
Stemma della nobile famiglia Serra in una sala del museo

Il museo è stato ufficialmente aperto al pubblico nel 1990 e ulteriori lavori di restauro e di ampliamento ne hanno permesso l'allargamento del sito anche nei vani sottostanti il piano terra dal 1997. Ad oggi la struttura dell'edificio risulta essere composta dalle cinque sale espositive inferiori e da tre stanze superiori.
Nella stessa villa, costruita dalla famiglia genovese Serra come dimora nella cittadina rapallese, è ubicata la biblioteca civica internazionale - nei due piani superiori - e un collegamento tramite scale interne (o, in alternativa, tramite ascensore) permette di visitare entrambe le sedi culturali senza uscire dall'edificio.
La struttura museale è facilmente raggiungibile, sia in auto che a piedi, dalla stazione di Rapallo distante all'incirca due chilometri - se in auto - dal museo. Il museo dista dal celebre castello sul mare circa 500 metri. Alternativamente è possibile usufruire del servizio di trasporto pubblico urbano, autobus di linea 9 e 90, diretti verso Zoagli e Chiavari fermandosi all'apposita fermata adiacente al parco cittadino.

## Esposizione

### Collezione
L'intera collezione museale si compone di oltre 1.400 manufatti in merletto, molti dei quali rari e preziosi, databili all'incirca tra il XVI e il XX secolo. Tra i pezzi conservati la maggior parte di essi è costituito da pregiati capi di abbigliamento dell'epoca o singoli merletti, oltre che a una decina di tomboli - denominati rapallesi, proprio dalla città che li esportò in tutta la regione - databili a partire dalla seconda metà del Settecento fino a tutto l'Ottocento. La collezione si completa con oltre cinquemila disegni e cartoni utilizzati per la produzione del merletto locale.
Quasi tutta l'esposizione trae origine da una donazione pervenuta al Comune di Rapallo, intorno agli anni settanta del Novecento, dalla sede locale del Lions Club a seguito della chiusura di una celebre azienda manifatturiera locale attiva nel settore. L'azienda fu molto importante per la cittadina ligure, in quanto esportò i propri prodotti oltre i confini della Liguria e dell'Italia, facendo conoscere anche all'estero questa speciale lavorazione del merletto, ricevendo tra l'altro diversi premi e riconoscimenti. Ad oggi tutta la collezione, precedentemente appartenuta all'azienda, fa parte della vasta esposizione del museo e altri pezzi rari si aggiunsero dopo l'ampliamento effettuato nel 1997.
Tra i pezzi più pregiati vi è sicuramente un grande pannello in merletto, realizzato nel 1966, poco prima della chiusura della ditta manifatturiera, su commissione della compagnia di navigazione genovese Home Lines per essere esposto nella grill room di prima classe della motonave Oceanic. Il pannello, realizzato su disegno del pittore Lele Luzzati, è lungo all'incirca otto metri e alto più di un metro atto a rappresentare la Commedia dell'Arte Italiana.
Nel piano inferiore sono invece presenti merletti fini in argento e oro, realizzati secondo tecniche diverse a seconda del luogo d'origine o di produzione, e altri oggetti come completi da battesimo, cuffie, ombrellini o abiti borghesi - nobiliari del Novecento.
Parte della collezione è possibile ammirarla anche in un apposito cd-rom, posto in vendita assieme a diversi cataloghi esplicativi o cartoline d'epoca.